# Пепи I
Пепи I Мерире је био египатски фараон из шесте династије. Владао је приближно у периоду 2295—2250. п. н. е. тако да је његова владавина била једна од дужих. Као и за све фараоне шесте династије, не постоји консензус египтолога око њене дужине. Процене иду од 20 (Волфганг Хелк), 53 (Манетон), до 66 година владавине (Ијан Шо).
Атрибут Мерире додат његовом имену значи „воли га Ра“.
На престо није ступио одмах по смрти свога оца Тетија, који је по Манетону био убијен. Историчари се не слажу око улоге Усеркареа који је владао око две године између Тетијеве смрти и ступања његовог наследника на престо. Волфганг Хелк тврди да је он био узурпатор који је искористио чињеницу да је Пепи био веома млад. По Николасу Грималу, Усеркаре је једно време владао као регент, или је делио престо са Пепијем уз сагласност краљице Ипут I.
У унутрашњој политици, администратори египатских провинција (номарси) су у време Пепија I стекли шира права у односу на престоницу. Пепи је агресивно ширио своју државу према Нубији и развијао трговину са далеким регијама (Либан, Сомалија).
Пепи I се оженио двема сестрама, Анкенеспепи I и II, које су биле кћери везира Горњег Египта. Њихов утицај на фараона био је велики, а њихови синови ће касније постати фараони.
Овај фараон је изградио бројне грађевине у Горњем Египту у Дендери, Абидосу, Елефантини и Хијераконполису. Један од његових најзначајнијих службеника био је Вени Старији који је надзирао изградњу канала код првог катаракта на Нилу. 